# 수훈 비행 십자장

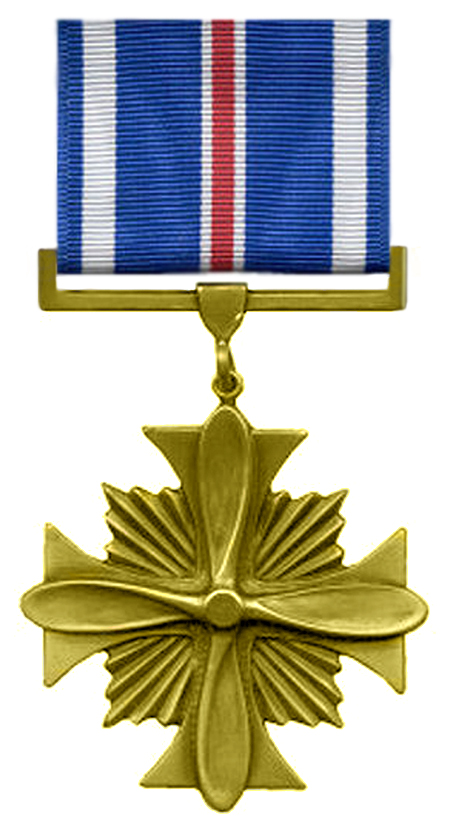
수훈비행십자장

수훈 비행 십자장(Distinguished Flying Cross)은 미군의 장교 또는 군에 징집된 누구던지 비행에 참가한 작전 지원에서 “영웅적이고, 특별한 성취”를 이룬 사람에게 수여하는 훈장이다. 1918년 11월 11일부터 시작되었다.

## 제도
1926년 7월 2일, 제69의회 (공법 제446호)에서 제정된 “1918년 11월 이후 항공 활동에서 영웅적 행위, 또는 각별한 공적이 있는 자”에게 주어진다. 미군 장병과 다른 우방 군인에게도 수여된다.
전공장의 하나로 훈공장 보다는 아래, 솔저스 메달(육군), 네이비 앤 마린 콥스 메달(해군, 해병대), 에어 맨스 메달(공군), 해안경비대 메달(해안 경비대)의 상위에 위치한다.
최초의 수상자는 1926년 12월부터 1927년 5월까지 진행된 남미 친선 비행, 팬아메리칸 플라이트(U.S. Army Pan American Flight)에 참여한 10명의 조종사였다. 10명 중 2명은 1927년 2월 26일에 부에노스 아이레스에 착륙할 때의 공중 충돌로 순직했기 때문에 사후 추증되었다. 이때 메달은 아직 제정되지 않았기 때문에 그들은 인증서만을 받았다. 메달이 제정된 것은 1927년 6월 11일 워싱턴 DC에서 대서양 단독 무착륙 비행에 성공한 찰스 린드버그의 귀국 리셉션 석상에서이다. 메달은 린드버그의 업적을 기리기 위해 캘빈 쿨리지 대통령에 의해 갑작스럽게 준비된 것이었다.

## 주요 수상자
- 찰스 린드버그
- 리처드 에벌린 버드, 해군의 최초의 수상자. 1926년 5월 9일 항공기로 최초의 북극점에 도달했다.
- 헨리 아놀드 (미 공군 사령관)

## 같이 보기
- 해군 십자 훈장
- 훈공장
- 수훈 십자장